# Berenguer (arcybiskup Narbony)
Berenguer, fr. Berengér, pol. Berengar – opat Montearagón, biskup Leridy, arcybiskup Narbony w latach 1191–1212. Nieślubny syn Ramona Berenguera IV. Po mianowaniu arcybiskupem Narbonne w 1191 w ciągu czterech lat znacząco poprawił stan finansów diecezji, będących w opłakanym stanie po okresie rządów Ponsa z Arsac. Udało mu się nawet pozyskać nowe źródła dochodów. Podczas swoich rządów praktycznie nieobecny na terenie metropolii, przez pierwsze dziesięć lat swoich rządów w diecezji ani razu jej nie odwiedził. W 1204 zmuszony do odpierania zarzutów dotyczących nieodbywania wizytacji i nie sprawowania duchowego przywództwa w diecezji postawionych mu przez papieża Innocentego III. Pomimo złożonych wówczas obietnic nie zmienił swojego postępowania. Wobec znacznego rozwoju kataryzmu w diecezji narbońskiej (objął on swoim zasięgiem około połowę metropolii), a także w obliczu nieudzielenia przez Berenguera finansowego wsparcia najbardziej narażonym na rozwój kataryzmu biskupstwom Tuluzy i Carcassonne, został w 1212 zdjęty z urzędu. Jego miejsce zajął legat papieski Arnaud Amaury.